# SK Jihlava (florbal)
SK Jihlava je florbalový klub z Jihlavy.
Tým žen hraje od sezóny 2015/2016 1. ligu (druhou nejvyšší soutěž), pod sponzorským názvem EAV SK Jihlava. V sezónách 2002/2003 a 2004/2005 hrál nejvyšší soutěž (v té době ještě pod názvem 1. liga). Tým mohl do nejvyšší soutěže postoupit i po sezóně 2009/2010, ale nepřihlásil se a jeho místo v druhé nejvyšší soutěži (již s novým názvem 1. liga) převzal tým FBŠ Jihlava. Tým SK Jihlava od sezóny 2014/2015 začínal znovu v 2. lize (třetí nejvyšší soutěž) a hned první rok postoupil do 1. ligy. V letech 2015 a 2016 se probojoval do čtvrtfinále pohárové soutěže.
Tým mužů hraje od sezóny 2018/2019 Divizi (čtvrtou nejvyšší soutěž). V sezónách 2000/2001 až 2004/2005 hrál druhou nejvyšší soutěž a v jedné sezóně 2002/2003 i nejvyšší soutěž (v té době pod názvy 2. resp. 1. liga). Po té převzal účast v 2. lize tým FBŠ Jihlava. Tým SK Jihlava od sezóny 2015/2016 začínal znovu v regionálních soutěžích a postupně se propracoval do Divize.

## Tým žen
| Sezóna                                                | Úroveň | Soutěž  | Umístění | Poznámka |
| ----------------------------------------------------- | ------ | ------- | -------- | --- |
| 2000/2001                                             | 2      | 2. liga |          | [ 4 ] |
| 2001/2002                                             | 2      | 2. liga |          | Postup do vyšší ligy                                                                                                   |
| 2002/2003                                             | 1      | 1. liga | 11.      | Sestup do nižší ligy                                                                                                   |
| 2003/2004                                             | 2      | 2. liga |          | Postup do vyšší ligy                                                                                                   |
| 2004/2005                                             | 1      | 1. liga | 12.      | Sestup do nižší ligy                                                                                                   |
| 2005/2006                                             | 2      | 2. liga |          | Čtvrté místo v baráži o postup do 1. ligy                                                                              |
| 2006/2007                                             | 2      | 1. liga |          | [ 10 ] |
| 2008/2009                                             | 2      | 1. liga |          | [ 11 ] |
| 2009/2010                                             | 2      | 1. liga |          | Tým mohl postoupil z druhého místa v Divizi I, ale do soutěží se nepřihlásil – Účast v 1. lize převzal tým FBŠ Jihlava |
| Tým svou účast v soutěžích obnovil v sezóně 2014/2015 |        |         |          | |
| 2014/2015                                             | 3      | 2. liga |          | 1. místo ve skupině – Postup do vyšší ligy                                                                             |
| 2015/2016                                             | 2      | 1. liga |          | Vypadnutí ve čtvrtfinále play-off proti FBŠ SLAVIA Plzeň                                                               |
| 2016/2017                                             | 2      | 1. liga |          | Vypadnutí v semifinále play-off proti itelligence Bulldogs Brno                                                        |
| 2017/2018                                             | 2      | 1. liga |          | Vypadnutí v osmifinále play-off proti PRAMOS Šitbořice FbC Aligators                                                   |
| 2018/2019                                             | 2      | 1. liga |          | Vypadnutí v osmifinále play-off proti FBC Ossiko Třinec                                                                |
| 2019/2020                                             | 2      | 1. liga |          | Vypadnutí v osmifinále play-off proti FBC Ossiko Třinec                                                                |
| 2020/2021                                             | 2      | 1. liga |          | Sezóna ukončena po neúplných pěti odehraných kolech základní části                                                     |
| 2021/2022                                             | 2      | 1. liga |          | Vypadnutí v osmifinále play-off proti FBC Intevo Třinec                                                                |
| 2022/2023                                             | 2      | 1. liga |          | Vypadnutí v osmifinále play-off proti FBC Intevo Třinec                                                                |
| 2023/2024                                             | 2      | 1. liga |          | Vypadnutí ve čtvrtfinále play-off proti FBC Kutná Hora                                                                 |
| 2024/2025                                             | 2      | 1. liga |          | Vypadnutí v předkole play-off proti IBK Hradec Králové                                                                 |

## Tým mužů
| Sezóna                                                        | Úroveň | Soutěž  | Umístění | Poznámka                                                                     |
| ------------------------------------------------------------- | ------ | ------- | -------- | ---------------------------------------------------------------------------- |
| 1999/2000                                                     | 3      | 3. liga |          | [ 24 ]                                                                       |
| 2000/2001                                                     | 2      | 2. liga | 3.       |                                                                              |
| 2001/2002                                                     | 2      | 2. liga | 2.       | Postup do vyšší ligy                                                         |
| 2002/2003                                                     | 1      | 1. liga | 11.      | Třetí místo ve skupině o udržení – Sestup do nižší ligy                      |
| 2003/2004                                                     | 2      | 2. liga | 3.       |                                                                              |
| 2004/2005                                                     | 2      | 2. liga | 6.       | Tým se do další sezóny nepřihlásil – Účast v 2. lize převzal tým FBŠ Jihlava |
| Tým byl obnoven v sezóně 2015/2016 a hraje regionální soutěže |        |         |          |                                                                              |